# The Lillingtons
The Lillingtons fue una banda de punk rock de Wyoming, Estados Unidos. Su sonido es similar al de The Ramones.

## Biografía
La formación original constaba de Kody Templeman, Zack, Cory y Tim. Con esta formación solo lanzaron un EP llamado "I Lost My Marbles" producido por Joe King de The Queers. Después Zack dejó de formar parte del grupo. 
Su primer álbum, titulado "Shit Out Of Luck", fue lanzado por Clearview en 1996. Tras el lanzamiento de su primer álbum la banda decidió cambiar su sonido y en 1999 entró en el estudio con el productor Mass Giorgini para grabar un nuevo LP. El resultado fue "Death by Television", un álbum basado en las películas con temática de ciencia ficción que contaba con canciones como "War of the Worlds", "Invasion of the Saucermen" o "X-Ray Specs".
Durante los dos años siguientes el grupo estuvo de gira y se disolvió tras editar otro álbum llamado "The Backchannel Broadcast" lanzado en 2001 bajo el sello de Lookout! Records. Durante la gira de "Death by Television", John Jughead (de Screeching Weasel y Even In Blackouts) participó como segunda guitarra. Cuando Timmy dejó la banda, su sustituto fue el batería Scott. 
Tras la separación, la banda se volvió a reunir en 2006 y lanzó un nuevo álbum llamado "The Too Late Show", pero sin planes de gira debido a otros compromisos de los miembros. 

## Discografía

### Álbumes de estudio
- Shit Out Of Luck (1996)
- Death By Television (1999)
- The Backchanell Broadcast (2001)
- Technically Unsound (2005, box set)
- The Too Late Show (2006)
- Stella Sapiente (2017)

### EP
- I Lost My Marbles (1996)
- Lillington High (1997)
- The Lillingtons / Nothing Cool (split con Nothing Cool)
- Can Anybody Hear Me? A Tribute to Enemy You (2021)